# Vaporetto

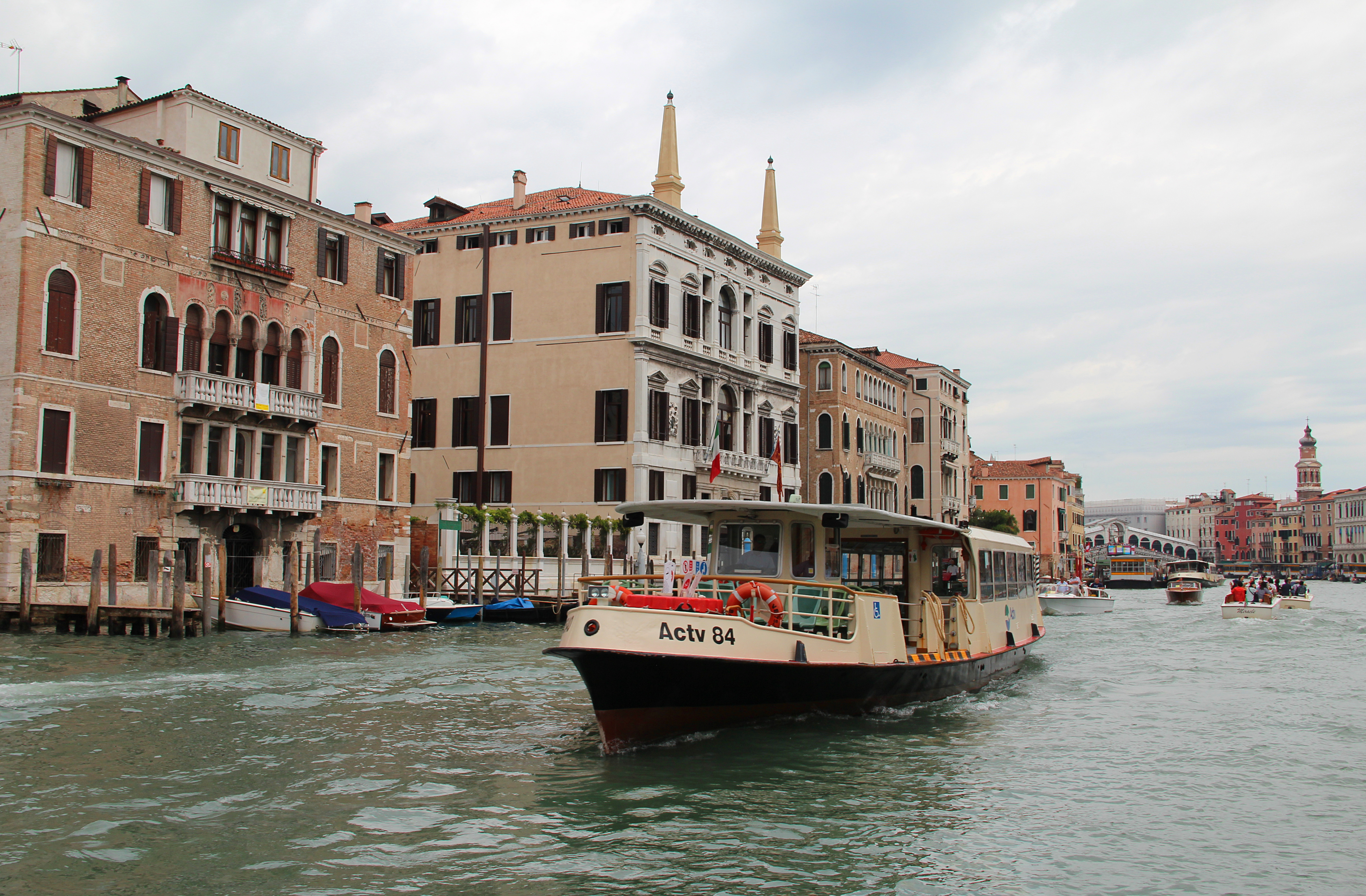
Vaporetto die over het Canal Grande Venetië vaart.

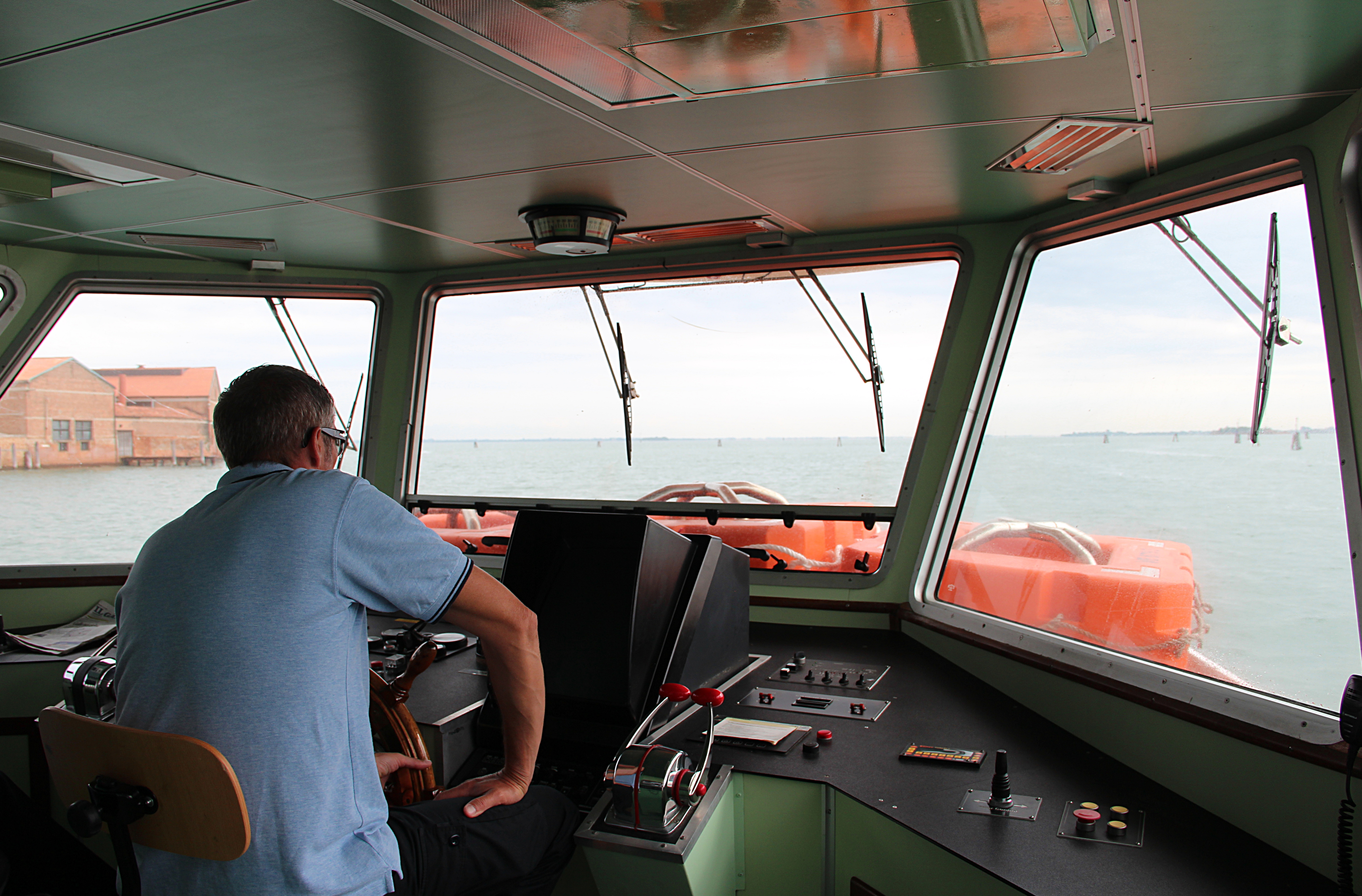
Schipper van een lijn 4.1 vaporetto die Venetië met Murano verbindt.

Een vaporetto is een gemotoriseerde boot voor openbaar vervoer in Venetië verzorgd door de ACTV. Er zijn dag- en meerdaagse kaarten te koop waarmee men onbeperkt gebruik kan maken van de vaporetto. Er is een netwerk van ongeveer 30 lijnen in en rond Venetië en naar de eilanden in de lagune. Ook zijn er verbindingen met het vasteland en het vliegveld. Vooral route  1 is erg populair bij toeristen omdat die door het Canal Grande vaart.